# Гай Мемий (консул 34 пр.н.е.)
Вижте пояснителната страница за други личности с името Гай Мемий.
Гай Мемий (на латински: Caius Memmius) e политик на късната Римска република.

## Биография
Произлиза от фамилията Мемии. Син е на Гай Мемий (поет и претор 58 пр.н.е.) и Корнелия Фауста, дъщеря на Сула и Цецилия Метела Далматика, близначка на Фауст Корнелий Сула. Майка му се развежда с баща му през 55 пр.н.е. и през 54 пр.н.e. тя се омъжва за претор Тит Аний Мило.
През 54 пр.н.е. Гай Мемий е народен трибун. Отива в Сирия с консула на 58 пр.н.е. Авъл Габиний. През 34 пр.н.е. е избран за суфектконсул.